# Enema de café
Un enema de café es el procedimiento de realizar un enema en el cual el líquido a administrar a través del ano es café con la intención de limpiar el recto y el intestino grueso. No existe evidencia médica científica que respalde ningún efecto positivo en la salud de los enemas de café. El proceso conlleva grandes riesgos ya que puede provocar sepsis, desequilibrio electrolítico grave, colitis, proctocolitis, ardor interno, perforación rectal e incluso abscesos cerebral o insuficiencia cardíaca.

## Historia
Si bien la idea de la limpieza rectal se remonta a los antiguos egipcios, la noción del café como una sustancia relacionada con el enema no tan antigua. Fue concebida en 1917, y apareció en el Manual de Merck en 1972.
En 1920, científicos alemanes investigaron el efecto de la cafeína en la vía biliar y intestino delgado. Max Gerson propuso que los enemas de café tenían un efecto positivo en el tracto gastrointestinal. Gerson dijo que los enemas de café tenían efectos de desintoxicación positivos que contribuían a la recuperación de la salud de sus pacientes. Afirmó que, a diferencia de los enemas salinos, la cafeína presente en el enema de café viajaba a través del músculo liso del intestino delgado y llegaba al hígado. Esto, dijo, estimula el sistema nervioso autónomo de la misma manera que la cafeína consumida por vía oral y activa la liberación de bilis en el hígado, limpiando aún más el tracto gastrointestinal y eliminando más toxinas que un enema normal. A menudo les decía a sus pacientes que "los enemas de café no se administran para la función de los intestinos sino para la estimulación del hígado". Gerson afirmaba tratar el cáncer a través de la desintoxicación hepática e intestinal mediante propiedades en el café: el kahweol y el cafestol presentes como grupos químicos en el café mejorarían la actividad de la glutatión (GSH) S-transferasa (GST), una enzima antioxidante importante que neutraliza los radicales libres en un 600 % para 700 %. Estos radicales libres luego son absorbidos en la bilis, convirtiéndose en sales biliares que son expulsadas de la vesícula biliar hacia los intestinos para su excreción a través del colon. Después de la desintoxicación, las células cancerosas serían destruidas por una reacción inflamatoria alérgica.
Los enemas de café aparecieron en el manual del Royal Army Medical Corps en 1944 mezclado con brandy como un enema estimulante para el tratamiento del shock y el envenenamiento.
La práctica de la limpieza de colon experimentó un renacimiento en la década de 1990, y en este momento, los enemas de café se utilizaron como tratamientos alternativos contra el cáncer.

## Efectos y riesgos
Algunos defensores de la medicina alternativa afirman que los enemas de café tienen un efecto anticancerígeno al crear un rápido efecto de desintoxicación que "desintoxica" los productos metabólicos de los tumores. Sin embargo no existe evidencia científica médica que respalde ningún efecto de desintoxicación o anticancerígeno de los enemas de café.
Los enemas de café pueden causar efectos secundarios graves (algunos comunes a otros tipos de enemas), que incluyen infecciones, sepsis, desequilibrio electrolítico grave, colitis, proctocolitis, salmonella, absceso cerebral e insuficiencia cardíaca. Además, si el café se administra demasiado rápido o está demasiado caliente, podría causar quemaduras internas o perforación rectal.
Cuando se administran cada dos horas, los enemas de café han demostrado estar relacionados con al menos dos casos de muertes como resultado de un desequilibrio electrolítico severo, hiponatremia, deshidratación, derrames pleurales y pericárdicos.
La Administración de Drogas y Alimentos de los Estados Unidos (FDA) dictaminó que en estudios que usan enemas de café los participantes del estudio deben ser advertidos del riesgo de muerte causada por enemas de café.